# Astragalus garmashubensis
Astragalus garmashubensis es una especie de planta del género Astragalus, de la familia de las leguminosas, orden Fabales.

## Distribución
Astragalus garmashubensis se distribuye por Irán.

## Taxonomía
Fue descrita científicamente por Maassoumi & Khorrami. Fue publicada en Gen. Astragalus Iran 5: 396 (2005).